# 卫藏通志

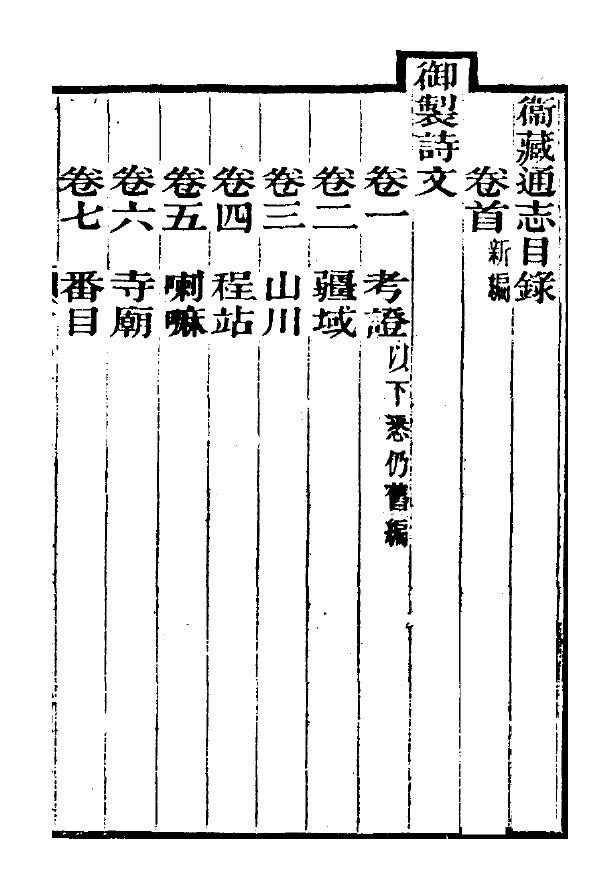

卫藏通志是清朝嘉庆时期记录西藏历史的一本古书，駐藏辦事大臣和琳纂輯，共16卷，分别为考证、疆域、山川、程站、喇嘛等等；对有关西藏的历史、文化、地理，以及清政府在西藏推行的政治、军事、财经制度等，都有较全面的叙述。现在中国许多藏学研究均引用此书。

## 外部連結
- 衛藏通志上 （页面存档备份，存于）、下 （页面存档备份，存于）